# Raión de Vesegonsk
El raión de Vesegonsk (ruso: Весьего́нский райо́н) es un distrito administrativo (raión) ruso perteneciente a la óblast de Tver. Su forma de autogobierno local es desde 2019 la de ókrug municipal (Весьего́нский муниципальный округ), albergando su territorio un único ayuntamiento con sede en la capital distrital homónima. Se ubica en el noreste de la óblast. Destaca por haber sido el primer raión de toda Rusia que adoptó la forma de ókrug municipal, escasos días después de haberse aprobado la ley federal 87-ФЗ de 1 de mayo de 2019.
En 2021, el raión tenía una población de 10 116 habitantes, de los cuales 6330 vivían en la ciudad de Vesegonsk. Los otros casi cuatro mil habitantes se reparten en 263 localidades rurales, de las cuales las más pobladas son Kesmá (de unos seiscientos habitantes), Bolshoye Ovsiánikovo, Chamerovo y Libégoshchi (estas tres últimas de entre doscientos y trescientos habitantes cada una).
El raión limita al oeste, norte y este con la vecina óblast de Vólogda, y al sureste con la vecina óblast de Yaroslavl.